# Desmogerlachia
Desmogerlachia är ett släkte av rundmaskar. Desmogerlachia ingår i familjen Desmoscolecidae.
Släktet innehåller bara arten Desmogerlachia papillifer.